# Elizabeth Hurley
Elizabeth Jane Hurley (Basingstoke, 10 juni 1965) is een Engelse actrice en model.

## Biografie

### Jeugdjaren
Hurley heeft een oudere zuster Kate en een jongere broer Michael. Haar vader was legerofficier en haar moeder was lerares op een basisschool. Al van kindsbeen af had ze een droom voor ogen: danseres worden. Daarom ging ze op haar twaalfde naar een ballet-kostschool. Blijkbaar had Hurley er te veel van verwacht, want al snel keerde ze terug naar huis.

### Bekend, beroemd
Rond haar 18e won Elizabeth een beurs voor het London Studio Centre. Daar volgde ze dans en theater. Ook toen al was Elizabeth Hurley zich bewust van haar uiterlijk: ze had roze haar en een neusring. Ooit zei ze: 'I'd kill myself if I was as fat as Marilyn Monroe.' Hurley paste later haar uiterlijk aan, de roze kleuring en de neusring gingen eruit. Na haar studie speelde ze in het theater en maakte ze haar filmdebuut in Aria (1987). Aria zijn tien korte films, die elk geregisseerd zijn door andere regisseurs. Elke korte film gebruikt een bekende aria als soundtrack die op een andere, onverwachtse manier wordt geïnterpreteerd. Elizabeth Hurley en Bridget Fonda zijn de hoofdpersonen.
De volgende film die op haar naam staat is Remando al viento (1987). In die film is ze te zien naast de jonge acteur Hugh Grant, met wie ze een relatie kreeg. Ze waren dertien jaar samen, van 1987 tot 2000. De relatie liep spaak, omdat Grant betrapt werd met prostituee Divine Brown.
In 1988 had ze een kort rolletje als Julia, een scholiere, in de aflevering Last Seen Wearing van Inspector Morse.
In Europa maakte ze naam door haar optreden in de BBC-miniserie Christabel. 
Hurleys eerste Hollywoodfilm was Passenger 57 (1992), een actiefilm met Wesley Snipes. Hurley keerde twee jaar later echter gedesillusioneerd terug naar haar geboorteland, omdat alle audities niet het gewenste resultaat opleverden.

### Estée Lauder
Echt beroemd werd Hurley vanwege heel andere zaken dan acteren. Allereerst door de zwarte Versace-jurk die ze droeg tijdens de Londense première van Four Weddings and a Funeral, waarin haar toenmalige vriend Hugh Grant de hoofdrol speelt. De jurk werd alleen bij elkaar gehouden door enkele veiligheidsspelden. Haar verschijning leverde haar een contract op met cosmetica-gigant Estée Lauder. Hurley heeft ook een scherpe neus voor zaken. Naast het feit dat ze het gezicht is van Estée Lauder, heeft ze ook een eigen bikini-, kleding-, lingerie- en accessoirelijn: Elizabeth Hurley Beach.

### Hugh Grant
Het avontuurtje van Hugh Grant met de prostituee Divine Brown was voor Hurley een complete schok. Na een relatie van dertien jaar zette ze er een punt achter. Ze kon niets doen om de pers te ontvluchten: ze was immers hét gezicht van Estée Lauder en een bekende actrice. Maar langzaamaan lukte het haar om een eigen identiteit op te bouwen. Toen ze over de breuk heen was, legde ze zich weer toe op haar acteercarrière.

### Vervolg carrière en privéleven
Ze schitterde onder andere in Ed Tv en de eerste twee Austin Powers-films. 
In 1994 zette ze samen met Hugh Grant Simian Films op, waarvoor ze tegenwoordig films produceert, bijvoorbeeld Mickey Blue Eyes (1999) met haar ex Hugh Grant in de hoofdrol. Elizabeth en Hugh herstelden pas in 2005 hun relatie. Naast het produceren ging ze ook driftig door met acteerwerk. 
Later was Elizabeth te zien als de duivel in de fantasiekomedie Bedazzled, samen met Brendan Fraser en Frances O'Connor. De film werd in 2000 uitgebracht, het jaar waarin Hurley en Grant definitief besloten om uit elkaar te gaan. Op zakelijk gebied hielden de voormalige geliefden contact. Ten eerste hebben ze samen een productiemaatschappij en ten tweede hebben ze ervoor gekozen om samen aan een remake van de cultfilm The Cannonball Run te werken. Hun relatie is tegenwoordig weer in orde.
Liz Hurley vroeg zelfs aan Hugh Grant of hij getuige wilde zijn op haar huwelijk. De actrice gaf op 2 maart 2007 haar jawoord aan Arun Nayar. De 45-jarige brunette en de 46-jarige Indiase miljonair kregen in 2003 een relatie, kort na de breuk tussen Hurley en producent Stephen Bing, de vader van haar zoontje. In december 2010 maakte de actrice bekend dat zij en haar man (Arun Nayar) reeds enkele maanden uit elkaar waren.
Bijna een jaar later, in oktober 2011, werd bekend dat Hurley verloofd is met haar nieuwe vriend, de internationaal bekende Australische cricketer Shane Warne. In 2013 werd de verloving beëindigd.